# Меггерс (лунный кратер)
Кратер Меггерс (лат. Meggers) — крупный ударный кратер в северном полушарии обратной стороны Луны. Название присвоено в честь американского физика, специалиста по спектроскопии, Уильяма Фредерика Меггерса (1888—1968) и утверждено Международным астрономическим союзом в 1970 г. 

## Описание кратера
Ближайшими соседями кратера Меггерс являются кратер Ползунов на западе; кратер Иннес на северо-западе; кратер Кепинский на северо-востоке; кратер Вернадский на востоке и кратер Олькотт на юго-западе. Селенографические координаты центра кратера 24°18′ с. ш. 122°56′ в. д. / 24,3° с. ш. 122,94° в. д., диаметр 51,2 км, глубина 2,4 км.
Кратер Меггерс имеет полигональную форму и значительно разрушен, западная его часть перекрывает безымянный кратер сопоставимого размера. Вал сглажен, высота вала над окружающей местностью достигает 1140 м, объем кратера составляет приблизительно 2200 км³.  Дно чаши сравнительно ровное за исключением пересеченной восточной части, в западной части чаши расходится борозда, концентричная по отношению к валу. В центре чаши расположен массив центральных пиков.

## Сателлитные кратеры
| Меггерс | Координаты                                              | Диаметр, км |
| ------- | ------------------------------------------------------- | ----------- |
| S       | 23°57′ с. ш. 119°46′ в. д. / 23,95° с. ш. 119,77° в. д. | 38,9        |

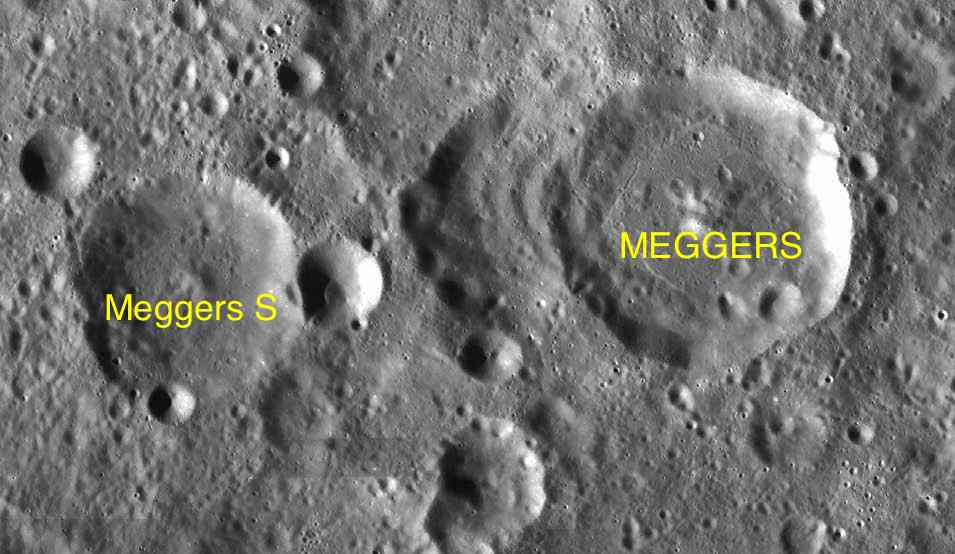
Фрагмент карты LAC-47.

- Образование сателлитного кратера Меггерс S относится к нектарскому периоду[3].

## См.также
- Список кратеров на Луне
- Лунный кратер
- Морфологический каталог кратеров Луны
- Планетная номенклатура
- Селенография
- Минералогия Луны
- Геология Луны
- Поздняя тяжёлая бомбардировка